# باب

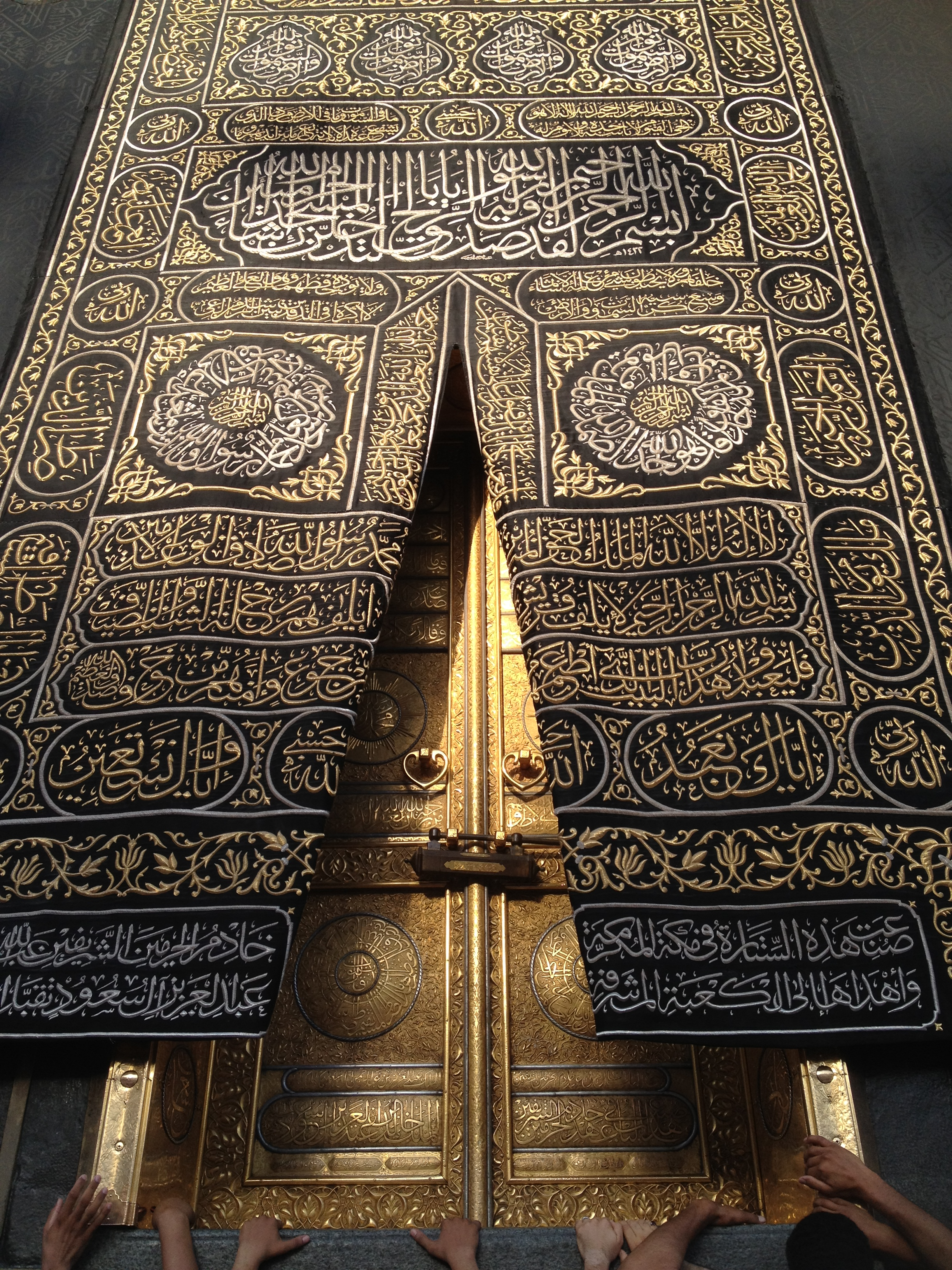
باب الكعبة المشرفة

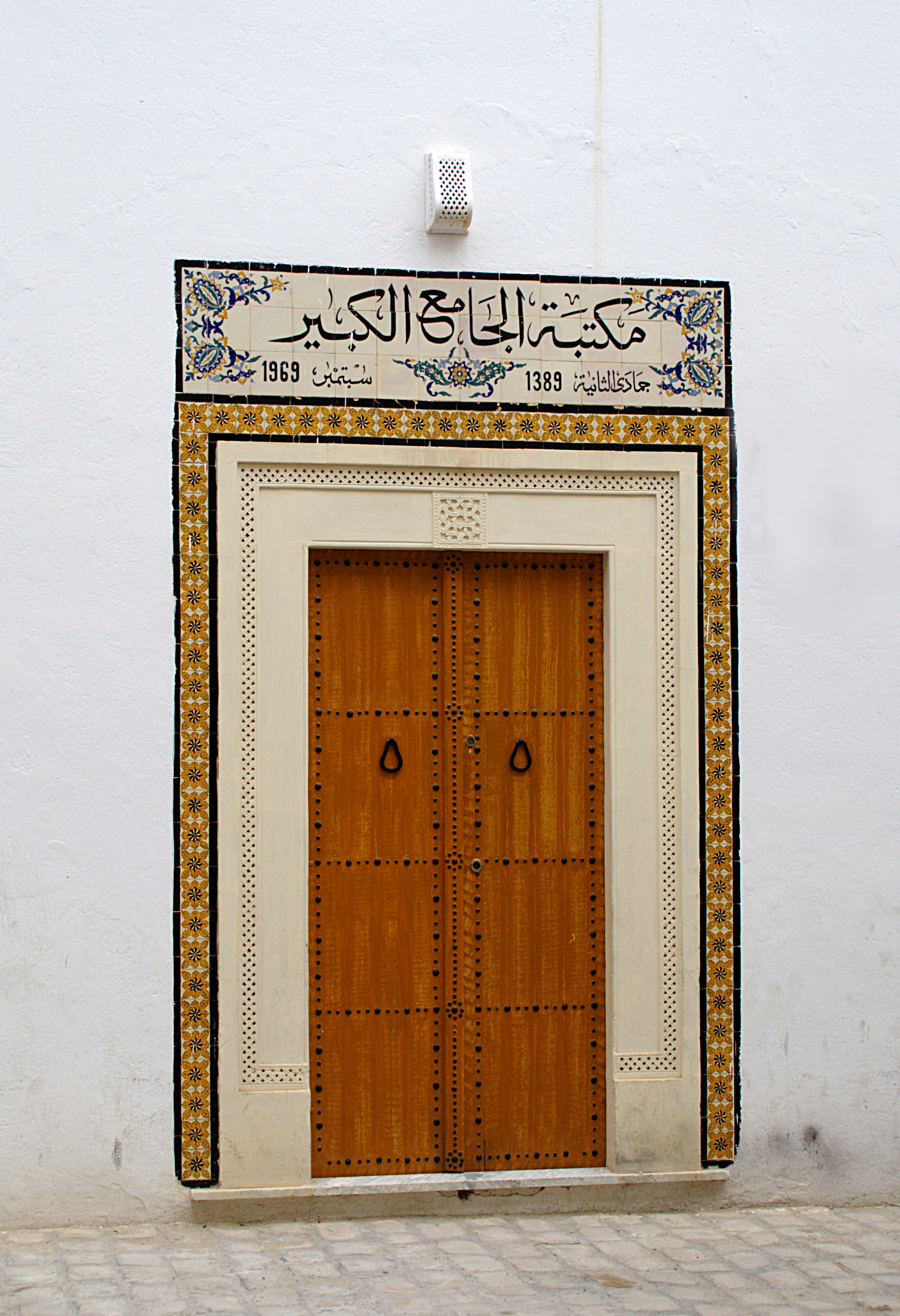
باب مكتبة جامع نابل الكبير

الباب (الجمع: أَبْوَاب، بِيبَان) وهو مدخل موضع معين ومخرجه، جهة لإغلاق فتحة في جدار. يتم عمل الفتحات في الهيكل الخارجي للمبنى، وذلك للسماح بوجود اتصال بين المساحة الخالية المحصورة والعالم الخارجي، وكذا للسماح بوجود صلة مع المساحة الخالية الخارجية حينما تكون الظروف الطبيعية مواتية وملائمة. ويتم عمل هذه الفتحات في القواطيع الداخلية للسماح بالاتصال بين مختلف الأجزاء الموجودة في المساحة الخالية المحصورة، ومن ثم يمكن التحكم في الوصل أو الفصل في الحوائط والأبواب والنوافذ والتي يمكن جعلها في الفتحات على أن يرتكز نوع التصميم الخاص بها على الغرض الذي تم استهدافه منها، وعلى الرغم من أن غرض الأبواب والنوافذ هو أن تخدم بصورة مؤقتة نفس الشيء كالحوائط التي تم وضعها فيها إلا أنه يمكن أن يتم استخدامها كذلك من قبل المهندس المعماري كي يوجد من حيث طبيعتها ولونها وأبعادها وعلاقتها مع كتلة هيكل المبنى - بعضاً من المؤثرات المعمارية التي تسر أعين الناظرين وتحدد وتميز المبنى بسمة مميزة.
يمكن تنفيذ الأبواب والنوافذ من تشكيلة متنوعة من المواد مثل: الخشب والمعدن، والحديد المطاوع، والألومنيوم، ومعادن أخرى متنوعة، ومن بين كل هذه المواد يعد الخشب أقدمها والأكثر شيوعاً واستخداماً منذ زمن طويل.
وقد كان البدو في الماضي يستخدمون ويطلقون على رواق البيت باباً، لأنه بمنزلة الباب في هذا الوقت وكان جزءاً من بيت الشعر القديم، والباب يستخدم في اللغة كما هو متعارف عليه في الواقع ؛ فيقولون : (( فتحت باب خير )).

## معرض الصور

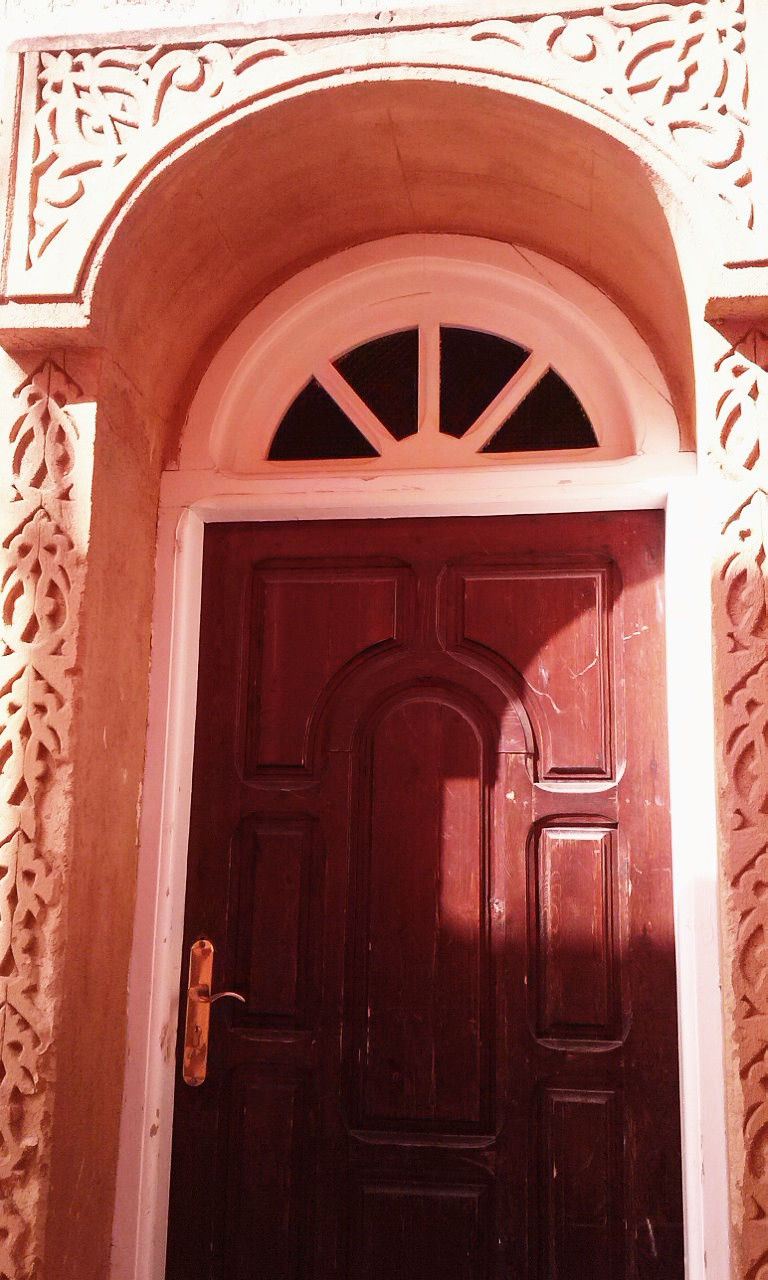
باب مسجد خشبي.
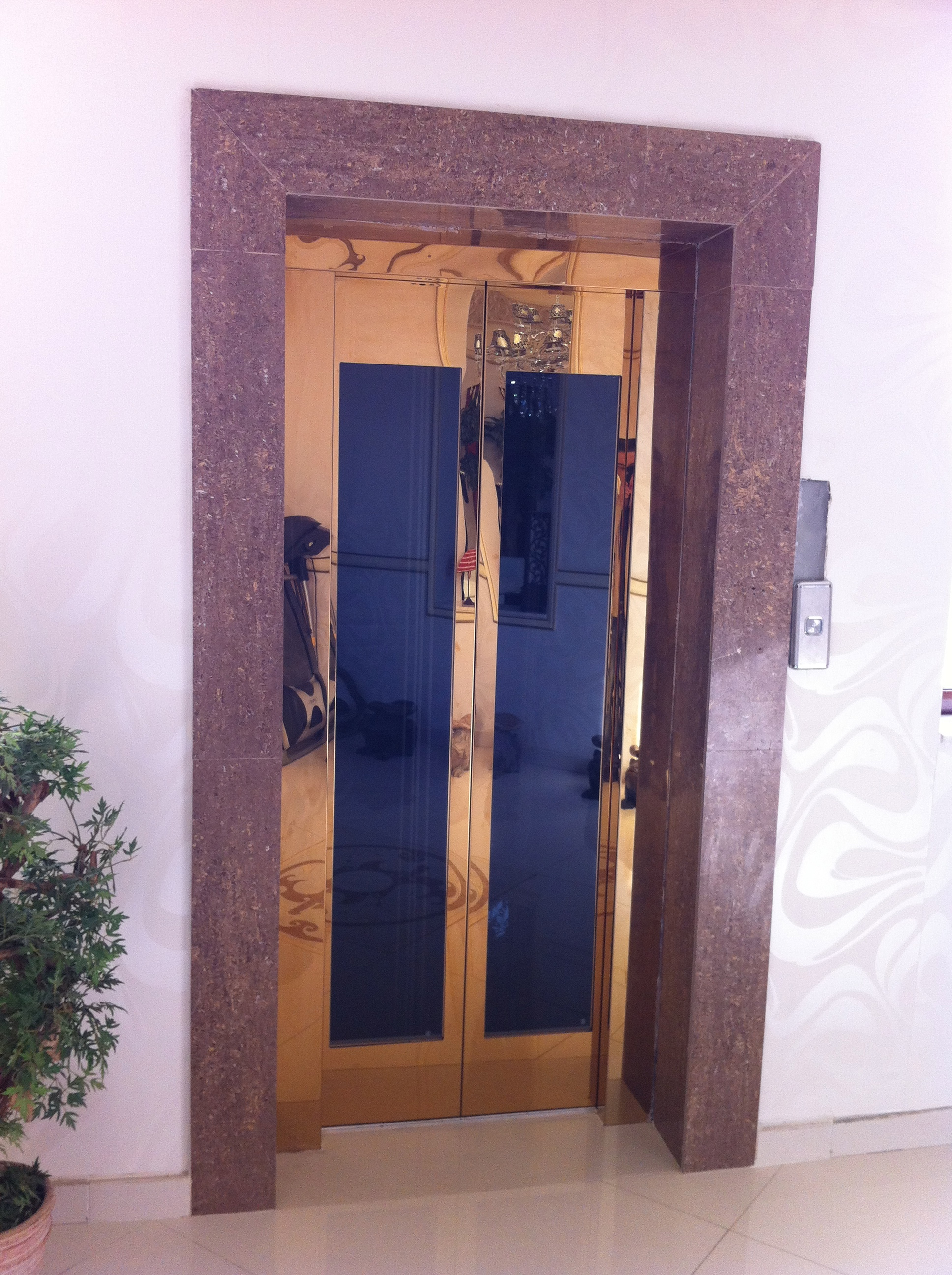
باب زجاجي.
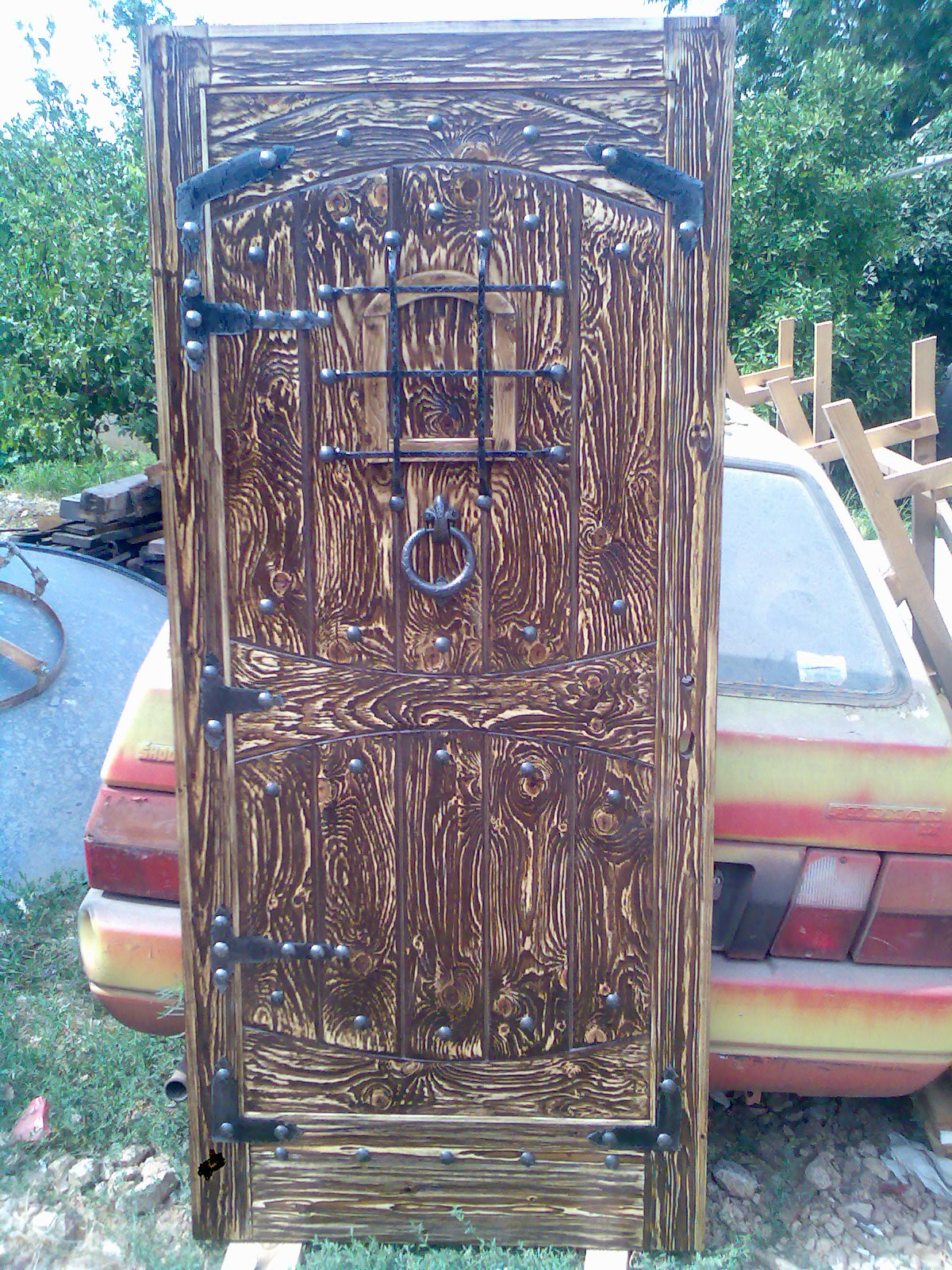
باب قديم.
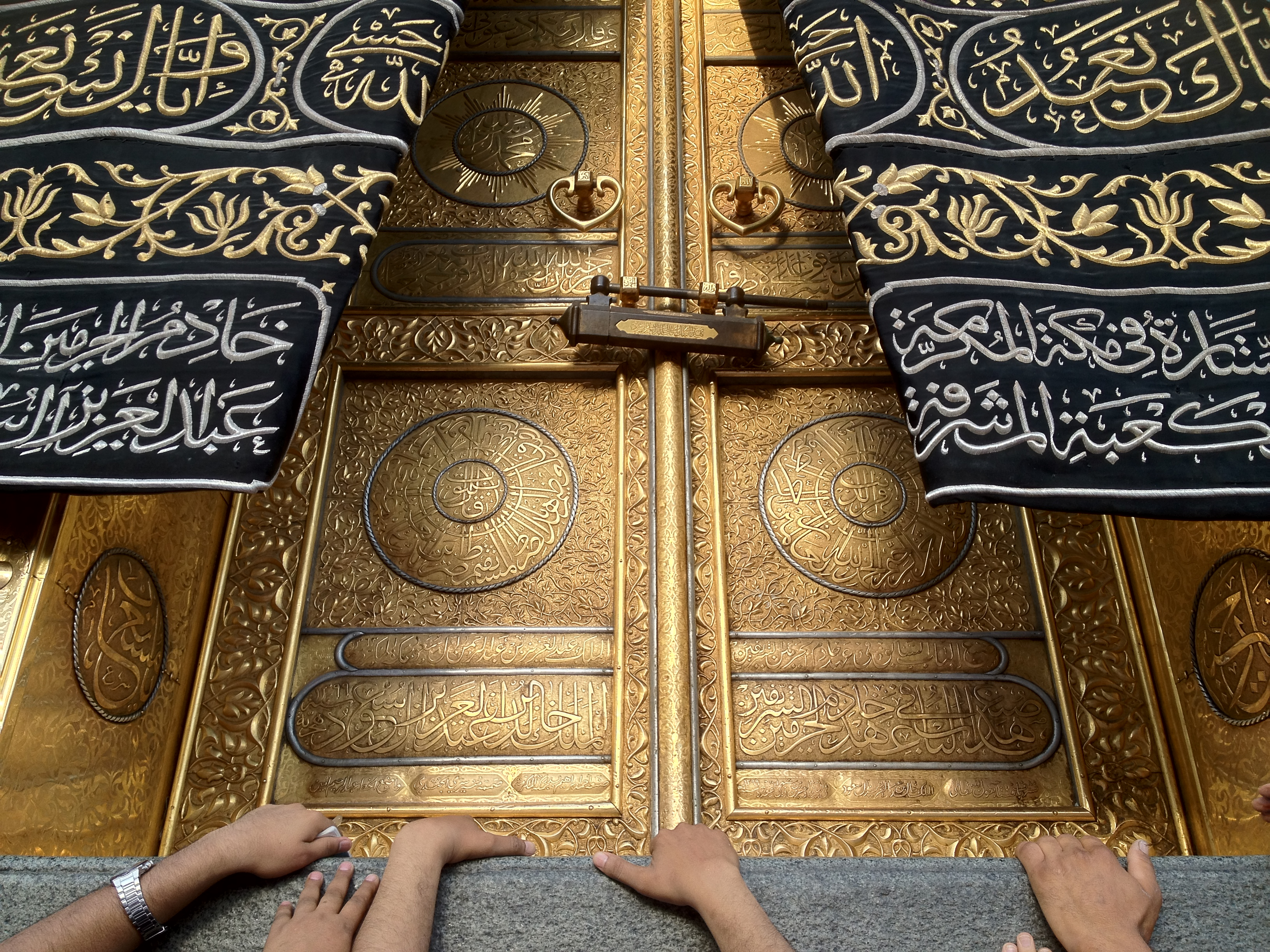
باب الكعبة المشرفة.
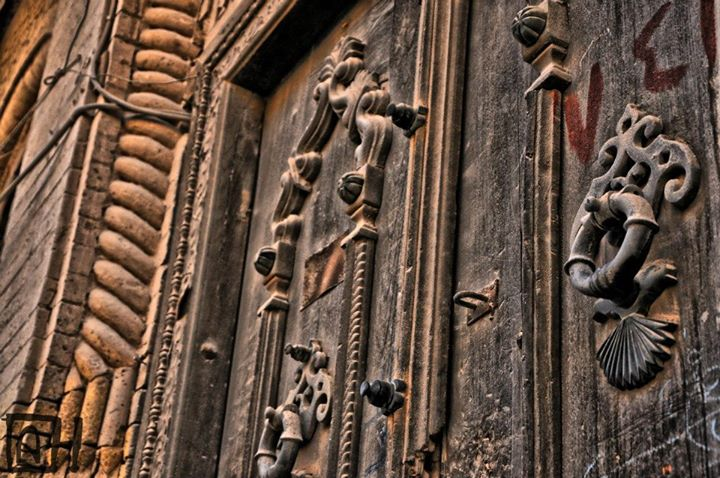
باب تراثي.
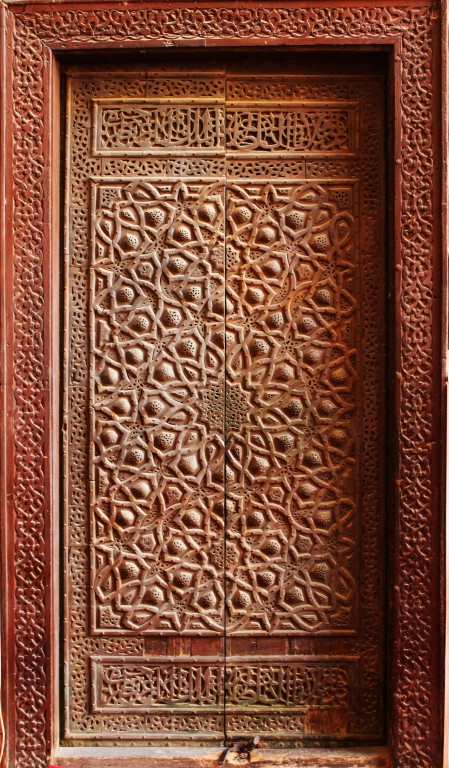
باب من الابواب القديمة بمسجد.
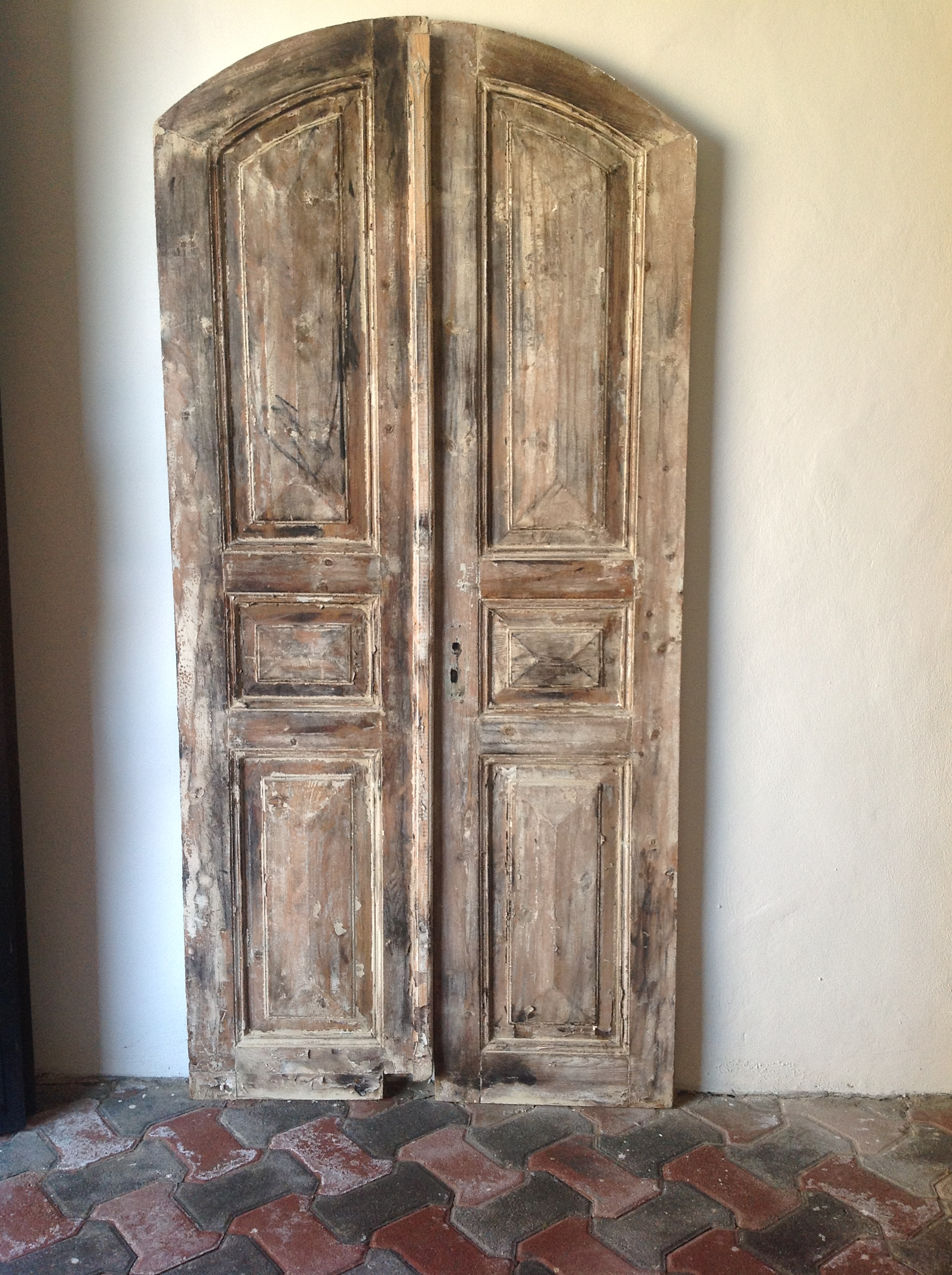
باب عربي قديم.
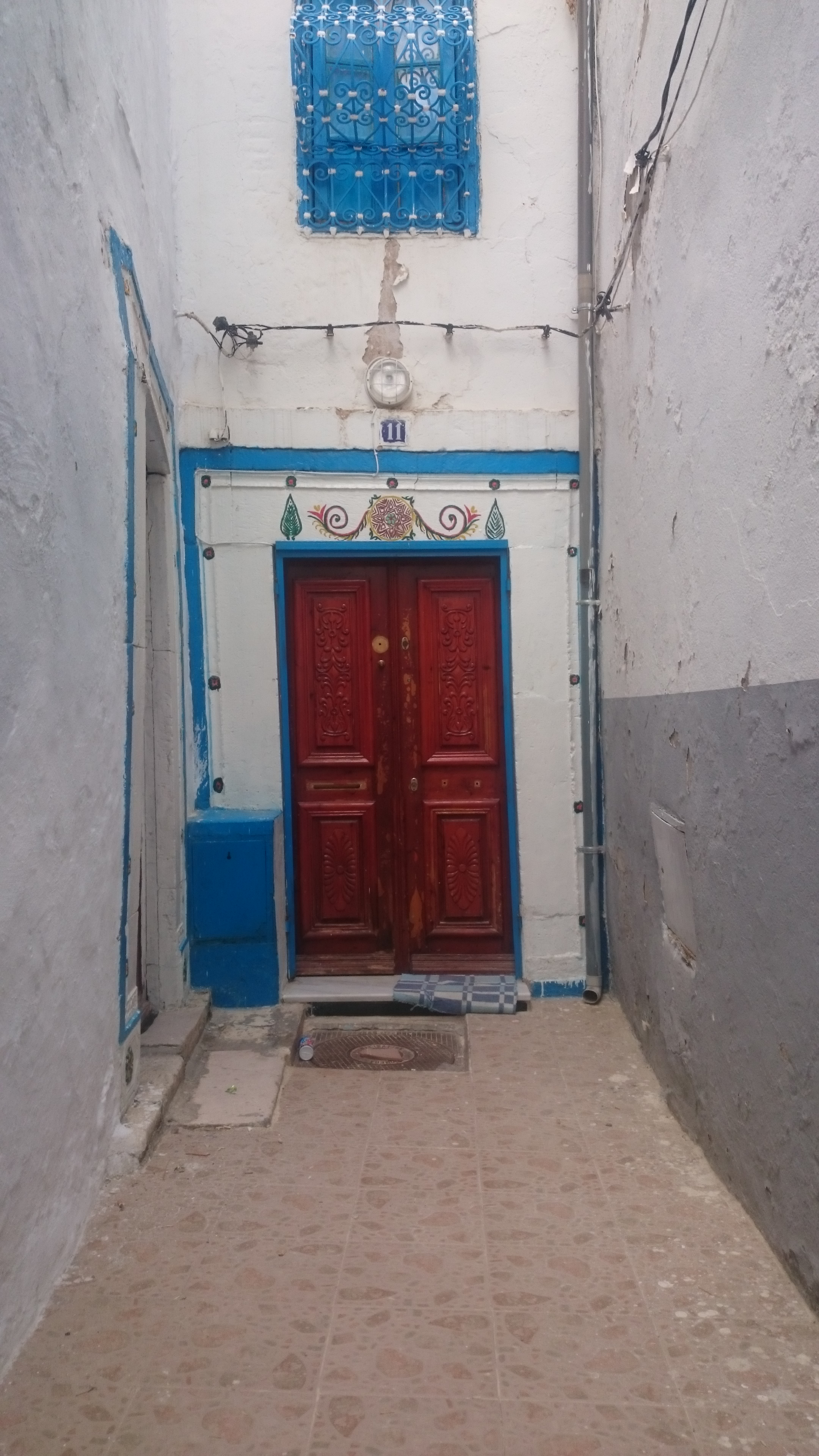
باب منزل.
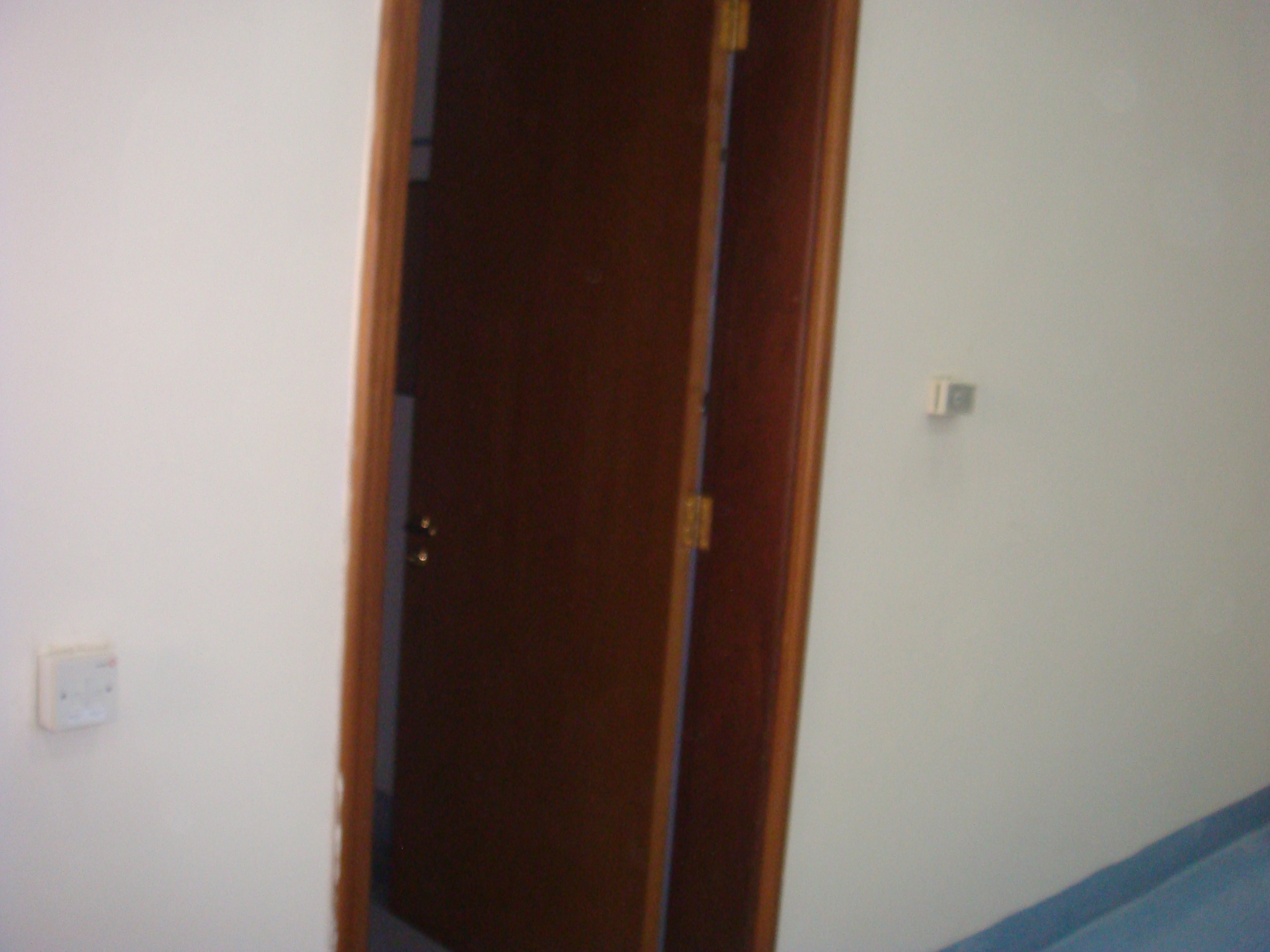
باب مفتوح في مختبر.
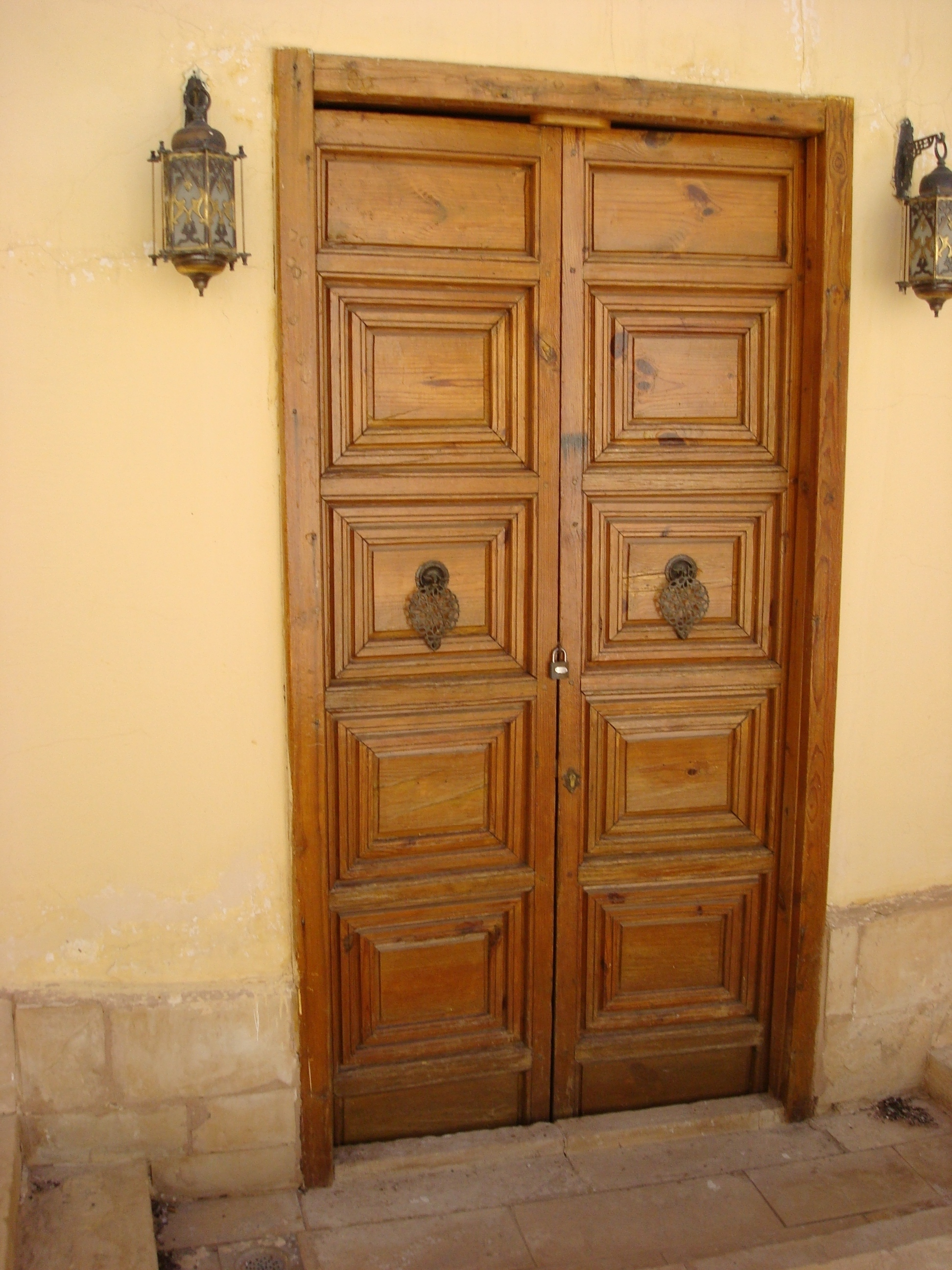
باب مسجد الحاكم بأمر الله.
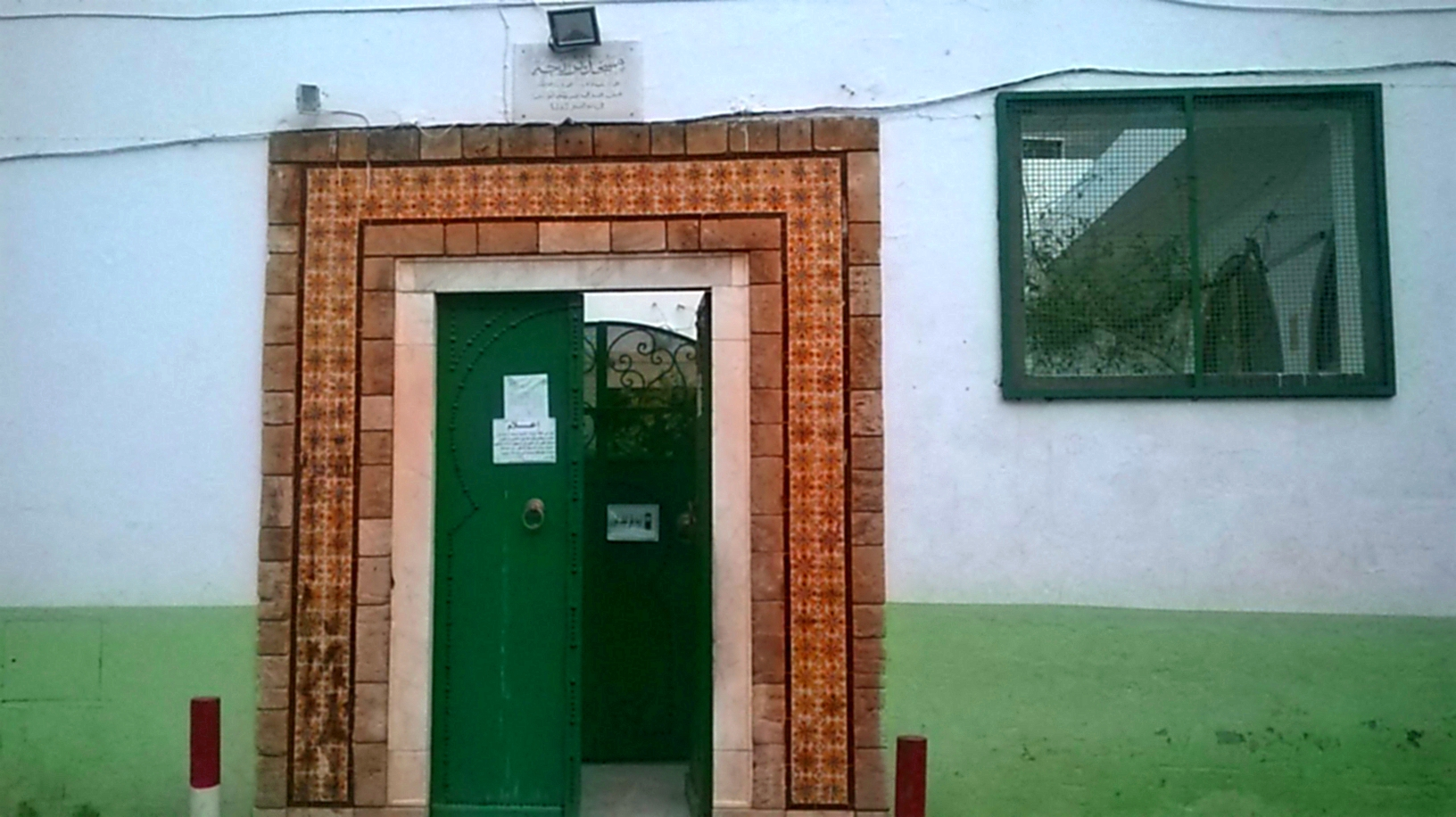
باب أخضر اللون.
باب قديم في مسجد.باب قديم في مسجد.

## الأمان
تتعلق سلامة الأبواب بالوقاية من الحوادث المتعلقة بها. تحدث هذه الحوادث بأشكال مختلفة وفي مواقع متعددة بدءًا من أبواب السيارات ووصولًا إلى أبواب الجراجات. وتختلف الحوادث في شدتها وتكرارها. ووفقًا للمجلس الوطني للسلامة في الولايات المتحدة،تحدث حوالي 300,000 إصابة متعلقة بالأبواب سنويًا.
تتفاوت أنواع الحوادث بين حالات بسيطة نسبيًا تُلحق فيها الأبواب أضرارًا بأشياء أخرى كالجدران وحالات خطيرة تُسبب إصابات بشرية خاصةً في الأصابع واليدين والقدمين. يُمكن أن يُسبب الباب المُغلق ضغطًا يصل إلى 40 طنًا لكل بوصة مربعة بين مفصلاته. ونظرًا لكثرة الحوادث فقد ازداد عدد الدعاوى القضائية. وقد تُعرّض المؤسسات للخطر عند عدم حماية أبواب السيارات أو أبواب المباني.
وفقًا لإدارة الخدمات العامة الأمريكية عند مناقشة مراكز رعاية الأطفال:
...من الضروري حماية أصابع الأطفال من السحق أو الإصابة في مساحة مفصلات الأبواب أو البوابات المتأرجحة. تتوفر أجهزة بسيطة تُثبّت على جانب المفصلة مما يضمن عدم حدوث هذا النوع من الإصابات. عند إغلاق الباب تُدفع اليد خارج الفتحة بعيدًا عن الأذى. بالإضافة إلى ذلك يكون الأطفال الصغار أكثر عرضة للإصابة عند سقوطهم على الجانب الآخر (المفصلي) من الأبواب والبوابات مما يؤدي إلى اصطدامهم بالمفصلات البارزة. لا يُنصح باستخدام مفصلات البيانو لتخفيف هذه المشكلة لأنها تميل إلى الترهل مع الاستخدام المكثف. بدلًا من ذلك يتوفر في السوق جهاز غير مكلف يُثبّت فوق المفصلات ويجب استخدامه لضمان السلامة...

### اتجاه الفتح
عند فتح باب للخارج يكون هناك خطر اصطدامه بشخص آخر. في كثير من الحالات يمكن تجنب ذلك خلال تصميم معماري يُفضّل الأبواب التي تُفتح للداخل على الغرف (من منظور منطقة مشتركة مثل الممر يُفتح الباب للخارج). في الحالات التي يتعذر فيها ذلك يُمكن تجنب الحوادث بوضع ألواح رؤية في الباب.
يمكن للأبواب ذات المفصلات الداخلية أن تُفاقم الحوادث بمنعها الأشخاص من الهروب من المبنى: فقد يضغط الأشخاص داخل المبنى على الأبواب مما يمنع فتحها. تشمل الحوادث ذات الصلة ما يلي:
- حريق كنيسة جرو: جرو - النرويج عام 1822
- كارثة قاعة فيكتوريا: سندرلاند - المملكة المتحدة عام 1883
- كارثة سينما جلين: بايزلي - المملكة المتحدة عام 1929
- حريق كوكوانت جروف: بوسطن - الولايات المتحدة الأمريكية عام 1942

اليوم تفتح الأبواب الخارجية لمعظم المباني الكبيرة (وخاصة العامة) إلى الخارج، في حين تفتح الأبواب الداخلية مثل أبواب الغرف الفردية والمكاتب والأجنحة وما إلى ذلك إلى الداخل، كما تفعل العديد من الأبواب الخارجية للمنازل وخاصة في أمريكا الشمالية.

### السيارات
تشكل أبواب المركبات خطرًا متزايدًا لاحتجاز الأيدي أو الأصابع بسبب قرب الركاب.
يتعرض راكبو الدراجات الهوائية على الطرق العامة لخطر الاصطدام بباب سيارة مفتوح فجأة. ولأن راكبي الدراجات غالبًا ما يركبون بالقرب من السيارات المتوقفة على جانب الطريق فهم معرضون للخطر بشكل خاص.

### الطائرات
في الطائرات قد تُشكّل أبواب المقصورة المضغوطة أو عنبر الشحن خطرًا إذا انفتحت في أثناء الطيران مُسببةً انخفاض الضغط. قد يندفع الهواء خارج جسم الطائرة بسرعة كافية لإخراج الركاب غير المُثبّتين والبضائع وغيرها من الأغراض، وقد تُؤدي الاختلافات الكبيرة في الضغط بين المقصورات إلى تلف أرضيات الطائرة أو الأقسام الداخلية الأخرى. عادةً ما تُخفّف هذه المخاوف باستخدام أبواب سدادة تُفتح للداخل. تُثبّت في إطارات أبوابها باختلاف ضغط الهواء. مُعظم أبواب المقصورة ومخارج الطوارئ من هذا النوع لكن أبواب الشحن عادةً ما تُفتح للخارج لزيادة المساحة الداخلية.
وقد وقع عدد من حوادث الطائرات نتيجة فشل الأبواب التي تفتح للخارج بما في ذلك:
- رحلة الخطوط الجوية الأمريكية رقم 96 (1972) (عيب في التصميم)
- رحلة الخطوط الجوية التركية رقم 981 (1974) (عيب في التصميم)
- 1975 حادث تان سون نهيت C-5 (سوء الصيانة)
- رحلة الخطوط الجوية المتحدة رقم 811 (1989) (عيب في التصميم)